# Riom-ès-Montagnes
 Riom-ès-Montagnes  es una población y comuna francesa, situada en la región de Auvernia, departamento de Cantal, en el distrito de Mauriac y cantón de Riom-ès-Montagnes.

## Demografía
| 3399 | 3527 | 3624 | 3417 | 3225 | 2842 |
| Para los censos de 1962 a 1999 la población legal corresponde a la población sin duplicidades (Fuente: INSEE [Consultar]) |      |      |      |      |      |